# Jošua (knjiga)
Jošua ili Knjiga o Jošui (heb. יהושׁע Jehošua; grč. Ἰησοῦς; lat. Iosue) naslov je šeste knjige Staroga zavjeta. U katoličkom kanonu ubraja se među Povijesne knjige, a u židovskom među Prednje proroke. Kratica za ovu knjigu: Jš.

## Naziv
Hrvatski naziv ove knjige »Jošua« u skladu je s hebrejskim, grčkim i latinskim naslovom, no najbliži je hebrejskom izvorniku. Hebrejsko ime יהושׁע (Jehošua) ime je glavnog lika ove knjige, nasljednika Mojsija u vođenju Izraelskog naroda. Isto ime preuzima i grčki prijevod Staroga zavjeta, tzv. Septuaginta, u kojem se ovom liku, pa onda i knjizi o njemu daje grecizirani oblik imena Ἰησοῦς, Iesus, ili prema kasnijem grčkom izgovoru Isus. Latinski naziv izravno je preuzet iz grčkog.

## Struktura
Knjiga o Jošui raščlanjena je na tri dijela. Prvi dio sastoji se od opisa osvajanja Obećane zemlje (Jš 1-12), nakon čega slijedi dioba zemlje između izraelskih plemena (Jš 13-21), te konačno opis Jošuina svršetka s njegovim oproštajnim govorom i velikom skupštinom u Šekemu (Jš 22-24).

## Književni sastav
Danas se sa sigurnošću može tvrditi da su unutar ove knjige sačuvane brojne tradicije različitih izraelskih skupina. Tako je uočljiva predaja koja se odnosi na benjaminovsko svetište u Gilgalu (Jš 2-9). Taj je dio bogat etiološkim značajkama, te su mnogi opisano događaji zapravo kasnije pučko tumačenje pojedinih situacija na koje su Izraelci nailazili. Tako zauzeće grada Aja zasigurno nije dio stvarne povijesti, jer je u doba dolaska Izraelaca ovaj grad već odavno bio u ruševinama. Usto, u ovoj se knjizi nalaze uklopljeni i dokumenti koji se odnose na teritorije, a uključuju dokumente o međusobnom razgraničenju plemena, od kojih mnogi sežu u razdoblje prije uspostave kraljevstva (Jš 13-19), te kasnije dokumente koji sadrže popise naselja unutar pojedinih područja (Jš 15), koji odražavaju administrativnu podjelu Kraljevstva Jude, vjerojatno iz vremena Jošafatova. Popis gradova-utočišta (Jš 21) potječe najranije iz vremena kralja Salomona, a popis levitskih gradova (Jš 22) nastao je nakon babilonskog progonstva. Tekst koji se odnosi na podizanje žrtvenika na obali Jordana (Jš 21) ima sve značajke deuteronomističke i svećeničke redakcije, a opis skupštine u Šekemu (Jš 24) pripada osobito staroj predaji, ali je dorađena u deuteronomističkoj tradiciji. Prethodno poglavlje (Jš 23) nadahnjuje se na tom tekstu, ali nastaje nešto kasnije, pa se može zaključiti da je bilo više susljednih izdanja ove knjige.

## Sadržaj knjige
Knjiga o Jošui donosi prikaz osvajanja cijele Obećane zemlje, a u njemu zajednički i složno sudjeluju sva izraelska plemena.

### Osvajanje Obećane zemlje
Prvi dio (Jš 1-12) započinje spominjanjem Mojsijeve smrti, čime se ova knjiga predstavlja kao nastavak Ponovljenog zakona, a u nastavku se služi stilom Ponovljenog zakona kako bi opisala osvajanje Obećane zemlje. Kao vođa naroda predstavljen je Jošua, sin Nunov, dotadašnji Mojsijev pomoćnik, a narod je pozvan na vjernost Zakonu - Tori - što će mu biti i jamstvo Božje pomoći (Jš 1,1-9). Nakon okupljanja plemena (Jš 1,10-18), te poslanstva uhoda u Jerihon (Jš 2), narod prelazi preko Jordan (rijeka), čije se vode čudesno zaustavljaju (Jš 3-5). Slijedi opis osvajanja Jerihona (Jš 6), koje je prikazano kao liturgijski čin, poput procesije. Ovdje se prepoznaje etiološko tumačenje. U doba dolaska Izraelaca, prema arheološkim nalazima, Jerihon nije bio nastanjeni grad., a činjenicu da su naišli na ruševine velikog grada, oni su protumačili kao znak Božje naklonosti. Slično se događa u slučaju osvajanja grada Aj (Jš 7-8). Taj izvještaj zaključuje se žrtvom i čitanjem Zakona na gori Ebalu kod Šekema (Jš 8,30-35), slijedi pripovijest o sporazumu s Gibeoncima (Jš 9), što opet predstavlja kasnije tumačenje prisutnosti neizraelskog elementa unutar izraelskih područja. Slijede opisi osvajanja sjevera i juga zemlje (Jš 10-11), a na koncu i popis pobijeđenih kraljeva (Jš 12).

### Dioba zemlje po plemenima
Drugi dio knjige (Jš 13-21) donosi opis razgraničenja među plemenima, koji je sastavljen od različitih dokumenata i nije u svim svojim dijelovima jednako precizan. On započinje opisom neosvojenih područja (Jš 13,1-7), to jest područja koja nikad nisu postala dijelom stvarnog izraelskog teritorija, premda su se nalazila unutar idealnih granica zemlje. To su područja koja su nastavali Filistejci na jugu i Feničani na sjeveru. Nakon toga slijedi popis plemena istočno od Jordana (Ruben, Gad i pola plemena Manašeova; Jš 13,8-33), granice triju velikih plemena zapadno od Jordana (Juda, Efrajim i pola plemena Manašeova; Jš 14-17), te sedam preostalih plemena (Benjamin, Šimun, Zebulun, Jisakar,  Ašer, Naftali, Dan; Jš 18-19). Na kraju su navedeni povlašteni gradovi, to jest gradova utočišta kamo se od svoga osvetnika mogao skloniti ubojica koji bi nehotice ubio nekoga (Jš 20), te levitskih gradova (Jš 21).

### Jošuin kraj
Treći dio (Jš 22-24) započinje povratkom prekojordanskih plemena u njihovu zemlju koja nije bila smatrana dijelom Obećane zemlje (Jš 22). Čini se da je ovdje riječ o predaji koja nastoji objasniti oporbu koja je kod tih plemena postojala u odnosu na svetište u Šekemu. Slijedi Jošuin oproštajni govor (Jš 23), gdje on u svojoj starosti pripovijeda što je sve učinio, te daje uputstva kako se ponašati među strancima, ne bi li Izraelci ostali vjerni svome Zakonu. Na taj će način imati Božju zaštitu. Ovaj treći dio, i cijela knjiga, završavaju velikom skupštinom u Šekemu gdje Jošua opisuje što je sve Bog učinio iz ljubavi prema svome narodu, od poziva Abrahama, preko praotaca Izaka i Jakova, izlaska iz Egipta, boravka u pustinji, do ulaska u Obećanu zemlju (Jš 24,1-13). Imajući to pred očima, Izraelcima je ponuđeno da izaberu hoće li ili ne služiti Bogu Abrahamovu, Izakovu i Jakovljevu. Oni odlučuju da će mu služiti, te sklapaju s njime u Šekemu Savez (Jš 24,14-28). Zadnji reci posvećeni su izvještaju o Jošuinoj smrti i o pokapanju Josipovih kostiju u Šekemu (Jš 24,29-33).

## Jošua i povijest
Opisi osvajanja Obećane zemlje u ovoj su knjizi idealizirani. Čini se da je Knjiga o Sucima mnogo bliža stvarnost kad opisuje kako se svako pleme samostalno bori za svoja područja i često bezuspješno. Usto, neka područja koja su u ovoj knjizi opisana kao dio izraelskog teritorija nisu zapravo nikad bila pod njihovom vlašću. Upitan je i smjer ulaska Izraelaca u zemlju. Danas je općenito prihvaćeno da galilejska plemena u stvarnosti nisu sudjelovala u izlasku iz Egipta i osvajanju zemlje, već da su se pridružila novopridošlim plemenima tek prilikom sklapanja Saveza u Šekemu. Također, mnogi misle da je južni dio zemlje, gdje se nastanilo pleme Judino, osvojen s juga, a ne s istoka, kako to opisuje ova knjiga. Pretpostavlja se da je Jošua, kao pripadnik plemena Efrajimova bio vođa samo središnjih plemena, okupljenih oko Šekema, a tradicija o njegovu vodstvu nad cijelim Izraelom proširila se u doba jačanja utjecaja tih plemena.

## Ostali projekti Wikimedije
|  | Wikizvor ima izvorni tekst Jošua (Šarić) |

|  | Wikizvor ima izvorni tekst Jošua |

1. ↑   Ova tvrdnja je krajnje dvojbena jer uopće nije poznato u koje su doba Izreelci izašli iz egiptaskog sužanjstva. Ne postoje aheološki dokazi koji bi omogućavali da taj događaj smjestiom u uži vremenski period, pa stoga među znanstvanicima o tom pitanju ne postoji konsenzus.